# 曹光佑
曹光佑（1945年—），汉族，中华人民共和国政治人物、第十一届全国政协委员。
加入中国共产党，担任国有重点大型企业监事会原主席。2008年，当选第十一届全国政协委员，代表经济界，分入第三十四组。